# Ireneusz Weiss
Ireneusz Edward Weiss (ur. 15 sierpnia 1931 w Kaliszu, zm. 11 marca 2019 w Krakowie) – polski prawnik, adwokat, profesor nauk prawnych, profesor zwyczajny Uniwersytetu Jagiellońskiego, specjalista w zakresie prawa gospodarczego.

## Życiorys
Absolwent Uniwersytetu Jagiellońskiego. Uzyskał stopień naukowy doktora i stopień naukowy doktora habilitowanego. W 1990 otrzymał tytuł naukowy profesora nauk prawnych.
Był wicedyrektorem Instytutu Prawa Cywilnego, kierownikiem Katedry Prawa Gospodarczego Prywatnego oraz kierownikiem Zakładu Prawa Handlowego na Wydziale Prawa i Administracji Uniwersytetu Jagiellońskiego.
W latach 1955–1957 był wykładowcą Uniwersytetu Pedagogicznego im. Komisji Edukacji Narodowej w Krakowie.
Odznaczono go Złotym Krzyżem Zasługi, Krzyżem Kawalerskim i Krzyżem Oficerskim (2001) Orderu Odrodzenia Polski, Medalem Komisji Edukacji Narodowej, Medalem 600-Lecia Uniwersytetu Jagiellońskiego, Medalem 40-Lecia PRL i Odznaką Honorową Politechniki Krakowskiej.
Wykonywał zawód adwokata. Zajmował się komponowaniem i był autorem tekstów. Współpracował z Teatrem J. Grotowskiego.
Ukazała się publikacja Studia z prawa prywatnego gospodarczego. Księga pamiątkowa ku czci prof. Ireneusza Weissa, Wolters Kluwer, Kraków 2003 ISBN 83-7333-190-5.
Syn Ignacego i Wally. Dwukrotnie żonaty. Pierwsza żona Barbara była architektem, absolwentem Politechniki Krakowskiej.Druga żona Janina była radcą prawnym. Z pierwszego małżeństwa z Barbarą (z domu Oleksińska) posiadał syna Tomasza. Syn ukończył socjologię i nauki polityczne na ANS.
Zmarł 11 marca 2019. Został pochowany 14 marca 2019 na cmentarzu Rakowickim w Krakowie.